# Harold Barker
Pour les articles homonymes, voir Barker.
Harold Ross Barker est un rameur d'aviron britannique né le 12 avril 1886 à Marylebone et mort le 29 août 1937 à Henley-on-Thames.

## Biographie
Harold Barker participe aux Jeux olympiques d'été de 1908 à Londres à l'épreuve de quatre sans barreur et remporte la médaille d'argent.
Il est le beau-frère du rameur Eric Powell.